# NC10 (Taxon)
NC10 (auch Candidate division NC10, Candidate division Nullarbor caves 10, Methylomirabilota) ist ein vorgeschlagenes Phylum (Abteilung, englisch division) von Bakterien mit Kandidatenstatus.
Bis 2016 waren noch keine Mitglieder kultiviert worden. Die Schwierigkeit bei der Herstellung von Laborkulturen hängt mit den niedrigen Wachstumsraten und anderen limitierenden Wachstumsfaktoren zusammen.
NC10 ist vorgeschlagenes Mitglied oder Schwesterphylum der „Rokubacteria“ und gehört daher mit diesen zu den Proteobacteria.
Ein Mitglied von NC10, Methylomirabilis oxyfera, ist der erste bekannte Organismus, der die Methanoxidation mit der Reduktion von Nitrit zu Distickstoff (N2) koppelt.
Dies ist aus mehreren Gründen bedeutsam.
- Erstens sind nur drei andere biologische Wege bekannt, um Sauerstoff zu produzieren: Photosynthese, Chloratatmung (en. chlorate respiration) und die Entgiftung von reaktiven Sauerstoffspezies (en. reactive oxygen species, ROS).
- Zweitens verbindet die anaerobe Methanoxidation (AMO) gekoppelt mit der Nitritreduktion die globalen Kohlenstoff- und Stickstoffkreisläufe, so dass denitrifizierende Methanotrophe im NC10-Phylum den Methangehalt in der Atmosphäre beeinflussen.[1]
- Drittens eröffnet dieser Befund die Möglichkeit, dass in der Urzeit der Erde Sauerstoff in der Atmosphäre bereits vor der Entwicklung der Photosynthese und der Großen Sauerstoffkatastrophe verfügbar war, was einige Aspekte moderner Theorien über die Entwicklung des frühen Lebens auf der Erde in Frage stellen könnte.[8]

## Forschungsgeschichte

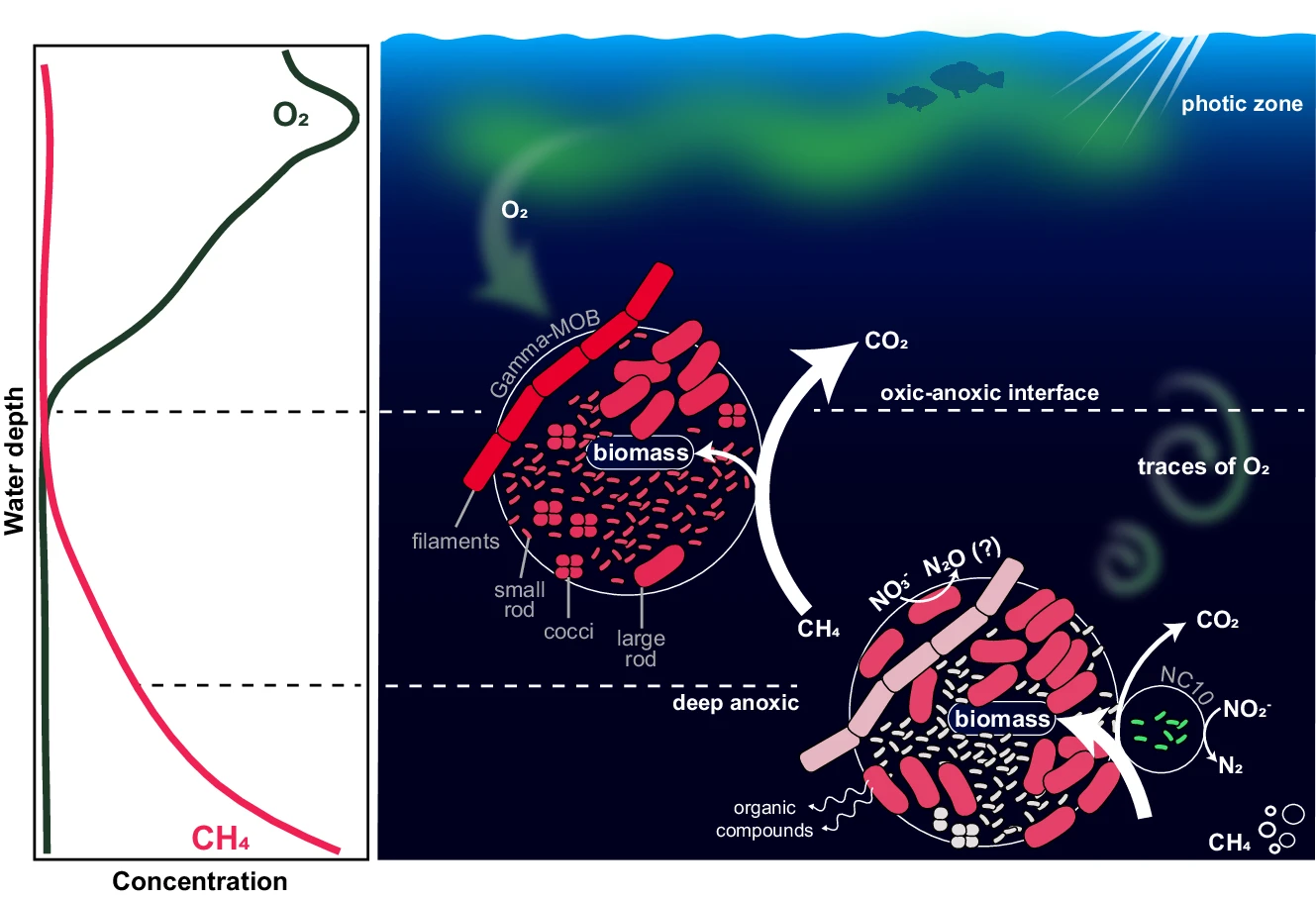
Verlauf der Methan- und Sauerstoff-Konzentration in der Wassersäule des Zugersees und am Methanabbau beteiligte Gamma-MOB (Methan-oxidierende Gammaproteobakterien, Methylococcales) verschiedener Gestalt, sowie NC10-Bakterien. Auch im tief anoxischen Hypolimnion können einige Vertreter dieser Gruppen existieren und die Konzentration des aufsteigenden Methans verringern.

NC10 (Candidate division Nullarbor caves 10) wurde als Phylum erstmals 2003 auf der Grundlage von hochgradig divergenten Gensequenzen der 16S-rRNA aus aquatischen mikrobiellen Formationen in überfluteten Nullarbor-Höhlen (Höhlen in bzw. unter der Nullarbor-Ebene, Südaustralien) vorgeschlagen.
Die ersten Einsichten in das Genom des Phylums wurden 2010 veröffentlicht.
Weitere Mitglieder des NC10-Phylums wurden unter anderem in den Torfgebieten der Brunssummerheide (Provinz Limburg, Niederlande),
im tief geschichteten Zugersee (Zentralschweiz),
und in einem Reisfeld mit Langzeitdüngung (Hangzhou, China)
nachgewiesen.

## Systematik

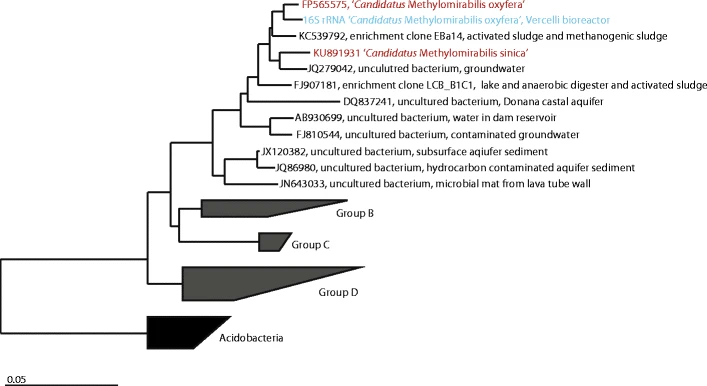
Kladogramm, das die Beziehungen zwischen dem 16S-rRNA-Contig verschiedener Methylomirabilis-Spezies und naher verwandter Sequenzen darstellt. Dargestellt ist das Clustering von NC10 in die Kladen A-D (Gruppe A mit Methylomirabilis im Detail). Der Baum wurde auf Acidobacteria als Outgroup gerootet.

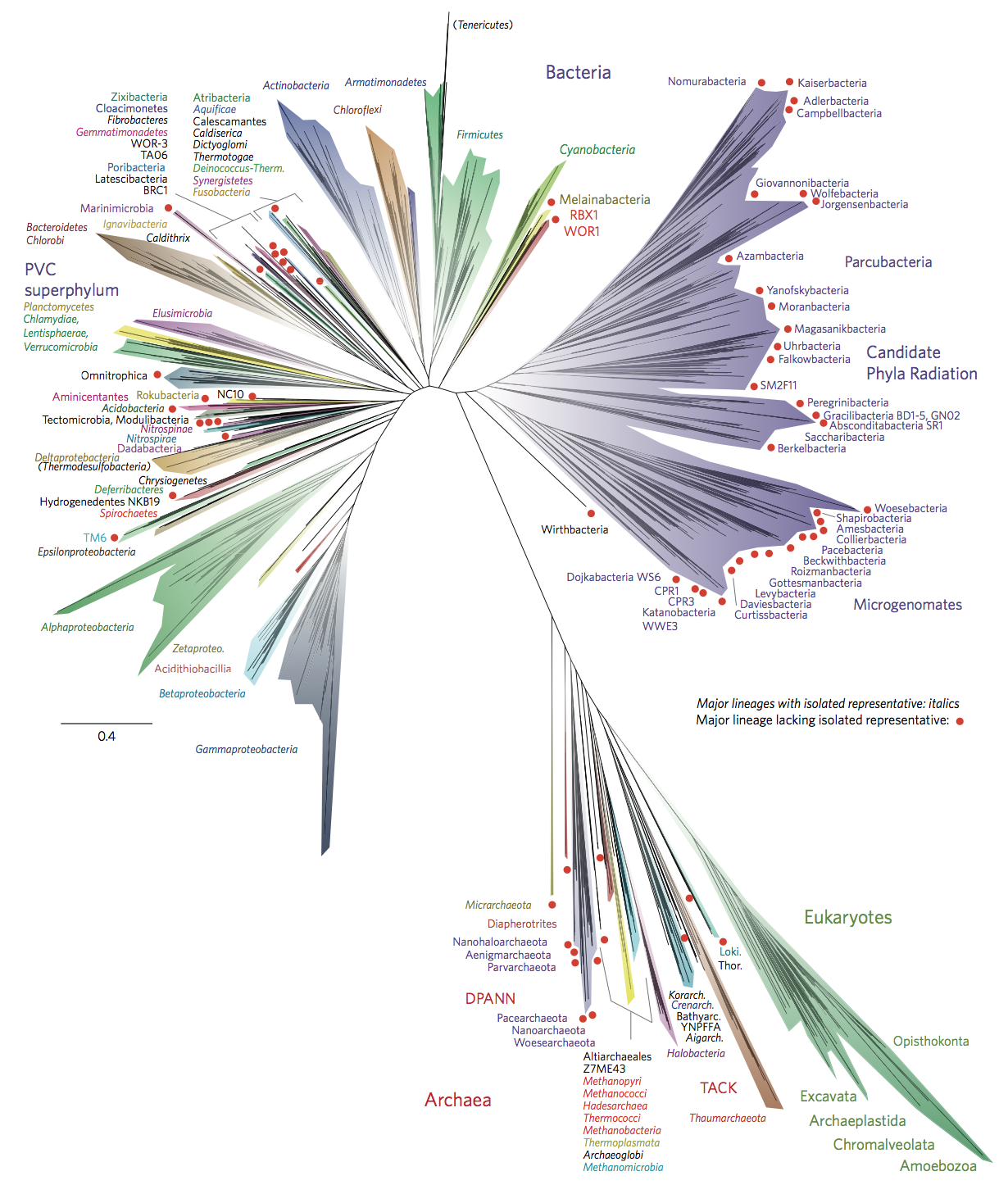
Stammbaum des Lebens auf der Basis ribosomaler Proteine. Die Domäne der Bakterium ist in zwei Gruppen aufgeteilt: CPR mit Wirthbacteria auf der einen, alle herkömmlichen Bakterienphyla inklusive „Rokubacteria“ und NC10 auf der anderen Seite.

Das Phylum NC10 ist vorgeschlagenes Mitglied oder Schwesterphylum der Rokubacteria
und gehört mit diesen daher zu den Proteobacteria. Zur näheren Verwandtschaft zählt eine Klade mit den Acidobacteria und Aminicenantes, vgl. Vaksmaa et al. (2017)
Im Phylum selbst lassen sich vier Kladen (Gruppe A bis D) identifizieren, Methylomirabilis
gehört zur Gruppe A.
Mitglieder des Phylums sind gemäß National Center for Biotechnology Information (NCBI) (Auswahl):
NC10 (alias Methylomirabilota)
- Ordnung „Methylomirabilales“[6][17]

- Klade (oder Gruppe) A

- Familie „Methylomirabilaceae“

- Candidatus Methylomirabilis

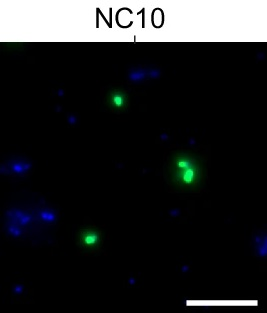
CARD-FISH-Aufnahmen von NC10-Bakterien aus den Zugersee (vermutlich Ca. Methylomirabilis sp., grün). Balken 3 µm.

- Methylomirabilis oxyfera syn. Methylomirabilis oxygeniifera
- Methylomirabilis lanthanidiphila
- Methylomirabilis limnetica (Zugersee)

- Klade B, ohne nähere Zuweisung:

- Clone BotBa39 Pearl river estuary sediment FJ748807
- Clone LWS-RSG-455 Lake Washington EU546812
- Clone Enr-F8 FJ621562
- Clone BacC-s_085 EU335185 (Boden)
- Clone mbI-b17 benzene-degrading enrichment AB426199
- Clone sikNC10_2-7 Siklos29 MK909155
- Clone sikNC10_5-2 Siklos1 MK909154
- Clone LaC15L103 river sediment Germany EF667557

- Klade C, ohne nähere Zuweisung:

- Clone HDB_SIPO402 Geological formation Hanford site HM187067
- Clone 7C-23 Oman subsurface soil DQ906843

- Klade D, ohne nähere Zuweisung:

- Candidate division NC10 bacterium CSP1-5

- weitere Spezies incertae sedis:

- Candidate division NC10 bacterium RBG_16_65_8
- Candidate division NC10 bacterium RIFCSPLOWO2_02_FULL_66_22
- Candidate division NC10 bacterium RIFCSPLOWO2_12_FULL_66_18
- Candidate division NC10 bacterium SPGG6
- Candidate division NC10 bacterium UW 659-1-D11
- Environmental samples